# Jiangxi International Women's Tennis Open
Jiangxi International Women's Tennis Open — жіночий тенісний турнір, що проводиться під егідою Жіночої тенісної асоціації просто неба на кортах із твердим покриттям у китайському місті Наньчан, столиці провінції Цзянсі, з 2014 року. Перші два роки турнір мав статус WTA 125К, але з 2016-го його включили в програму WTA-туру, й він набув статусу міжнародного.

## Фінали

### Одиночний розряд
| Рік                                               | Чемпіонка                                           | Фіналістка                                          | Рахунок                                             |
| ------------------------------------------------- | --------------------------------------------------- | --------------------------------------------------- | --------------------------------------------------- |
| ↓турнір WTA з призовим фондом 125 тисяч доларів ↓ |                                                     |                                                     |                                                     |
| 2014                                              | Пен Шуай                                            | Люй Фанчжоу                                         | 6–2, 3–6, 6–3                                       |
| 2015                                              | Єлена Янкович                                       | Чан Кайчень                                         | 6–3, 7–6(8–6)                                       |
| ↓ Міжнародний турнір WTA ↓                        |                                                     |                                                     |                                                     |
| 2016                                              | Дуань Інін                                          | Ваня Кінг                                           | 1–6, 6–4, 6–2                                       |
| 2017                                              | Пен Шуай (2)                                        | Нао Хібіно                                          | 6–3, 6–2                                            |
| 2018                                              | Ван Цян                                             | Чжен Сайсай                                         | 7–5, 4–0 прип.                                      |
| 2019                                              | Ребекка Петерсон                                    | Олена Рибакіна                                      | 6–2, 6–0                                            |
| 2020-2021                                         | Не проводився через пандемію коронавірусної хвороби | Не проводився через пандемію коронавірусної хвороби | Не проводився через пандемію коронавірусної хвороби |
| 2022                                              | Не проводився через зникнення Пен Шуай              | Не проводився через зникнення Пен Шуай              | Не проводився через зникнення Пен Шуай              |
| 2023                                              | Катержина Сінякова                                  | Маріє Боузкова                                      | 1–6, 7–6(7–5), 7–6(7–4)                             |
| 2024                                              | Вікторія Голубич                                    | Ребекка Шрамкова                                    | 6–3, 7–5                                            |

### Парний розряд
| Рік                        | Чемпіонки                                           | Фіналістки                                          | Рахунок                                             |
| -------------------------- | --------------------------------------------------- | --------------------------------------------------- | --------------------------------------------------- |
| ↓ турнір WTA 125К ↓        |                                                     |                                                     |                                                     |
| 2014                       | Чжуан Цзяжун Дзюнрі Наміґата                        | Чжань Цзіньвей Сю Іфань                             | 7–6(7–4), 6–3                                       |
| 2015                       | Чан Кайчень Чжен Сайсай                             | Чжань Цзіньвей Ван Яфань                            | 6–3, 4–6, [10–3]                                    |
| ↓ Міжнародний турнір WTA ↓ |                                                     |                                                     |                                                     |
| 2016                       | Лян Чень Люй Цзінцзін                               | Сюко Аояма Макото Ніномія                           | 3–6, 7–6(7–2), [13–11]                              |
| 2017                       | Цзян Сіньюй Тан Цяньхвей                            | Алла Кудрявцева Аріна Родіонова                     | 6–3, 6–2                                            |
| 2018                       | Цзян Сіньюй (2) Тан Цяньхвей (2)                    | Люй Цзінцзін Йоу Сяоді                              | 6–4, 6–4                                            |
| 2019                       | Ван Сіньюй Чжу Лінь                                 | Пен Шуай Чжан Шуай                                  | 6–2, 7–6(7–5)                                       |
| 2020-2021                  | Не проводився через пандемію коронавірусної хвороби | Не проводився через пандемію коронавірусної хвороби | Не проводився через пандемію коронавірусної хвороби |
| 2022                       | Не проводився через зникнення Пен Шуай              | Не проводився через зникнення Пен Шуай              | Не проводився через зникнення Пен Шуай              |
| 2023                       | Лаура Зігемунд · Віра Звонарьова                    | Ходзумі Ері Ніномія Макото                          | 6–4, 6–2                                            |
| 2024                       | Го Ханьюй Моюка Учіджіма                            | Катажина Пітер Фанні Штоллар                        | 7–6(7–5), 7–5                                       |